# Dagmar Lieblová
Dagmar Lieblová, rozená Fantlová (19. května 1929, Kutná Hora – 22. března 2018, Praha) byla spoluzakladatelkou a dlouholetou předsedkyní Terezínské iniciativy. Jako žena, která přežila Terezín a Osvětim, vyprávěla o hrůzách holokaustu na besedách v Česku i v dalších zemích. Své vzpomínky poskytla též Paměti národa a byly zpracovány Markem Lauermannem do knihy Přepsali se, tak jsem tady. Přeložila také řadu knih s různou tematikou.

## Život
Pocházela z rodiny židovského lékaře z Kutné Hory. Celá rodina byla v červnu 1942 deportována do Terezína, kde žili až do prosince 1943. Tehdy byl vypraven druhý velký transport do Osvětimi, kde se dostala do tzv. rodinného tábora. V létě 1944 Dagmar šťastnou náhodou (kvůli chybně zapsanému věku) prošla selekcí, čímž se vyhnula smrti v plynové komoře, která čekala její rodiče i sestru. Byla přidělena na odklízecí práce do Hamburku, odkud se pak dostala koncentračního tábora v Bergen-Belsenu, kde byli vězni téměř bez jídla a vody ponecháni svému osudu. Zde se dočkala osvobození.
Po návratu do Československa se jí ujali rodinný přítel dr. František Malý a někdejší rodinná služebná Františka Holická. Téměř tři roky se léčila z těžké tuberkulózy, pak si dokončila střední školu a na Filozofické fakultě Karlovy Univerzity v Praze vystudovala němčinu a češtinu. V roce 1955 se vdala, s manželem pak měli tři děti. Učila na různých školách, mimo jiné i několik semestrů jako lektorka češtiny na univerzitě v Uppsale. Téměř dvacet let působila na katedře překladatelství a tlumočnictví pražské filozofické fakulty. Po odchodu do důchodu se věnovala mimo jiných aktivit překladatelské činnosti.
V roce 1990 byla Lieblová iniciátorkou založení Terezínské iniciativy, sdružení osob z terezínského a lodžského ghetta, které přežily holocaust. Jejím cílem je uchování paměti na oběti holokaustu, snaží se vychovávat nové generace k toleranci a působit proti rasismu, antisemitismu a xenofobii. Lieblová byla řadu let předsedkyní sdružení a sama absolvovala mnoho besed a přednášek, určených zejména pro mládež (též v Německu).
V roce 2011 byla prezidentem republiky vyznamenána Řádem T. G. Masaryka II. třídy. Téhož roku byla také jmenována čestnou občankou rodné Kutné Hory.